# بيتر دويل (كاتب)
بيتر دويل (بالإنجليزية: Peter Doyle)‏ (1951 في أستراليا)؛ روائي أسترالي.